# Porta Principalis Dextera

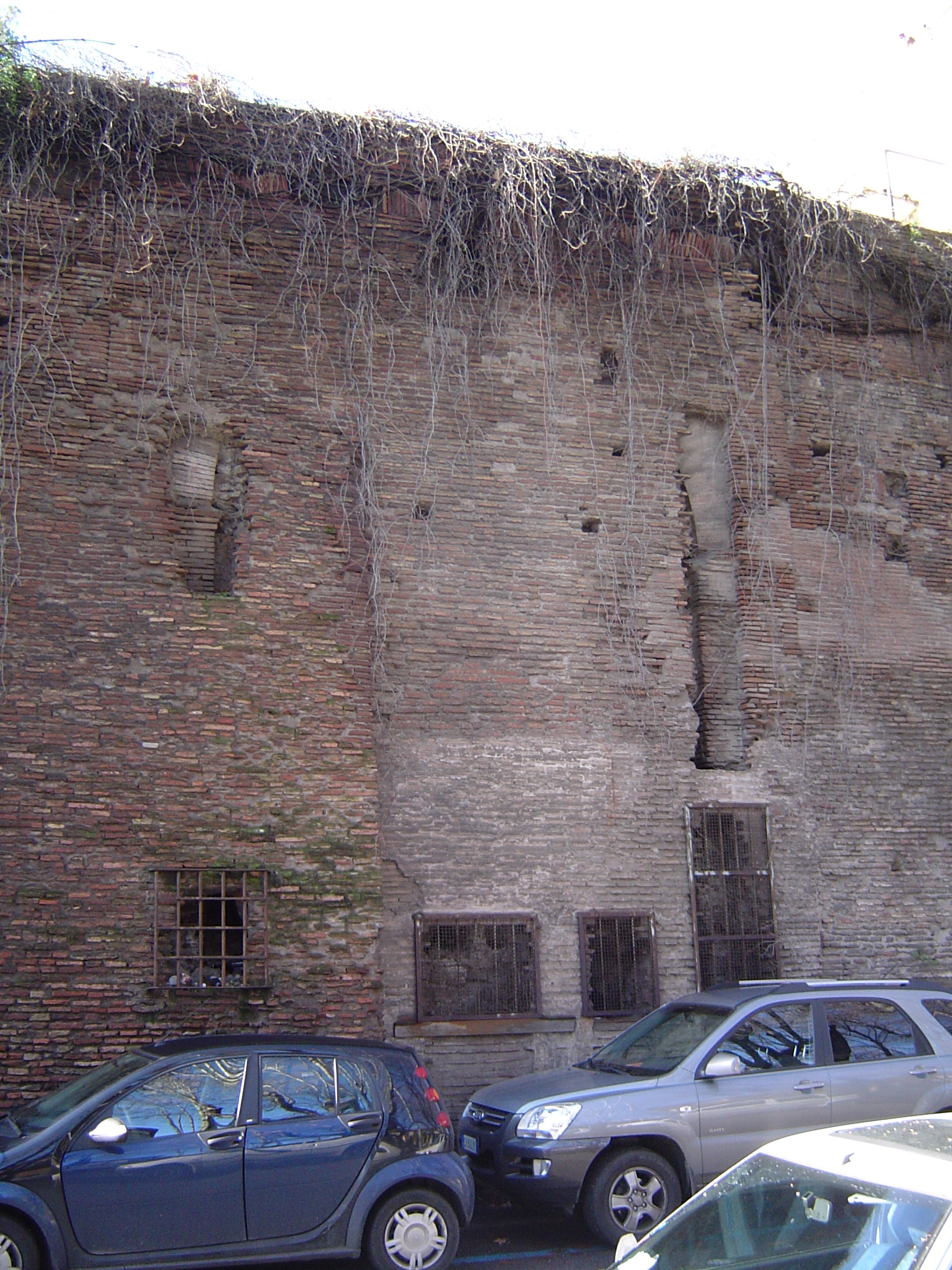
Plaats van de Porta Principales Dextera

De Porta Principalis Dextera is een van de vier toegangspoorten in de muur van de Castra Praetoria, het antieke kamp van de pretoriaanse garde te Rome.

## De poort
De Porta Principalis Dextera was de oostelijke poort van het kamp. De poort is nog enigszins te herkennen in het metselwerk van de muur. Naast de poort stonden waarschijnlijk twee torens
De muren van de Castra Praetoria werden tussen 271 en 275 opgenomen in de Aureliaanse Muur. Aan het begin van de 4e eeuw werden de oostelijke en noordelijke poort, die zich aan de buitenzijde van de stadsmuur bevonden, om veiligheidsredenen gesloten en dichtgemetseld.

## De vier poorten van de Castra Praetoria
- Porta Praetoriana – De noordelijke poort
- Porta Principalis Dextera – De oostelijke poort
- Porta Decumana – De zuidelijke poort
- Porta Principalis Sinistra – De westelijke poort

(De exacte namen bij de juiste poort worden betwist, de antieke bronnen spreken elkaar tegen)

## Referentie
- art. Castra Praetoria, in S. Ball Platner - ed. rev. T. Ashby, A Topographical Dictionary of Ancient Rome, Londen, 1929. (Artikel in dit oudere standaardwerk over de Castra Praetoria.)